# Zoo Tycoon (jogo eletrônico de 2013)
Zoo Tycoon é um jogo de simulação de negócios desenvolvido pela Frontier Developments e publicado pela Microsoft Studios. O jogo foi lançado em 22 de novembro de 2013 para Xbox One e Xbox 360.

## Desenvolvimento
Zoo Tycoon foi revelado na E3 de 2013 em junho. A jogabilidade mostrada incluía elementos semelhantes ao Zoo Tycoon 2, como uma visão em primeira pessoa e novos elementos, como alimentar animais na visão em primeira pessoa. Como seu antecessor, o jogo também permite que o jogador cuide de seus animais, monitorando seu humor, fome e sede. O Tycoon Mode, que foi introduzido no primeiro Zoo Tycoon, também retornou.

## Jogabilidade

### Xbox One
A versão Xbox One apresenta um modo de campanha de história de 15 horas, o modo tradicional de forma livre (dinheiro infinito) e modos de desafio (tarefas curtas que duram cerca de 15 minutos). Além disso, também existem eventos e desafios em tempo real que correspondem aos eventos do mundo real. A Microsoft doará para instituições de caridade de animais para a conclusão de eventos da comunidade.

Por exemplo, os recentes assassinatos de rinocerontes no parque de Nairóbi - poderíamos definir uma conquista baseada na comunidade pedindo aos jogadores que salvassem 10.000 rinocerontes e, quando desbloqueados, dinheiro seria dado ao parque ou uma instituição de caridade relacionada.— Jonny Watts, diretor de criação da Frontier.
A versão Xbox One possui minijogos baseados no Kinect, uma opção para compartilhar e carregar fotos tiradas no Xbox One, com suporte ao Xbox Live Online dos jogadores de 1 a 4 e mais de 100 animais no jogo.
A versão Xbox One permite a navegação tradicional do Zoo Tycoon, bem como um passeio pelo parque em estilo Disneyland Adventures em 3D, onde o avatar do jogador percorre o parque. As interações com os animais são semelhantes aos Kinectimals, pois incluem alimentação, banho, etc. O jogador pode ver o status dos animais pressionando o botão X para ver se estão felizes e saudáveis, ver seus medidores de comida e água, bem como classificações sociais e de tédio.
A versão Xbox One permite que os jogadores enviem seus zoológicos para a nuvem e os compartilhem. Até quatro jogadores podem trabalhar em um determinado zoológico simultaneamente. Os amigos podem continuar trabalhando no zoológico, mesmo quando o proprietário não estiver presente.

### Xbox 360
A versão Xbox 360 do Zoo Tycoon é quase idêntica à versão Xbox One. No entanto, ele apresenta apenas 65 animais dos 101 que são apresentados na versão Xbox One. Além disso, os gráficos desta versão são inferiores ao Xbox One. Esta versão também possui apenas o modo single-player.

## Remasterização
Zoo Tycoon: Ultimate Animal Collection é um jogo eletrônico de simulação de construção e gerenciamento de zoológico desenvolvido pela Frontier Developments em colaboração com a Asobo Studio e publicado pela Xbox Game Studios. Foi lançado em 31 de outubro de 2017 para Xbox One e Microsoft Windows. Trata-se de uma versão remasterizada e expandida do jogo Zoo Tycoon (2013), trazendo melhorias gráficas, como suporte a resolução 4K Ultra HD e HDR, além de novos animais e conteúdos.
O jogo permite que os jogadores construam, administrem e personalizem zoológicos, cuidando dos animais e das necessidades dos visitantes. A versão inclui dezenas de espécies adicionais, como animais da América do Sul e da Ásia, que não estavam presentes na versão anterior. Ele faz parte da série Zoo Tycoon e foi otimizado para o Xbox One X, além de ser compatível com o Xbox Series X/S através da retrocompatibilidade e com o serviço Xbox Cloud Gaming.

## Recepção
O Zoo Tycoon recebeu críticas mistas a positivas após o lançamento. A IGN deu 5,5 / 10, Official Xbox Magazine UK deu 7/10, Polygon.com deu 8/10, Hardcore Gamer deu 3,5 / 5, Eurogamer atribuiu ao jogo um 8/10 enquanto a metro.co.uk atribuiu ao jogo um 6/10 e o videogamer.com atribuiu um 5/10. A GameZone concedeu à versão Xbox One uma nota 6/10, afirmando que "onde o Zoo Tycoon se destaca para atrair um público mais amplo, ela também a aliena com menus excessivamente pesados".
No site Metacritic a versão para Xbox One tem 68/100 "reviews mistos" dos críticos e nota negativa do público